# Кайя Коо
Кайя Коо (справжнє ім'я Кайя Ірмелі Коккола, нар. 10 вересня 1962 року в Гельсінкі, Фінляндія) — фінська співачка, яка у своїй сольній кар'єрі виконую переважно хіти та поп-пісні. Випущений у 1993 році альбом Tuulten viemää став сьомим найбільш продаваним альбомом у Фінляндії за весь час, понад 175 000 копій за пісню, а загалом її альбоми продано понад півмільйона разів. Кайя Коо тричі отримувала нагороду «Солістка року Emma»: у 1993, 1997 та 2014 роках.

## Кар'єра

### 1980-ті: Steel City і початок сольної кар'єри
Кайя Коо стала відома публіці в диско- та поп-рок групі Steel City на початку 1980-х років. Вона також працювала бек-співачкою, зокрема, над альбомами Маукки Перус'яткя та в хорі Frederik на фінському національному відборі на пісенний конкурс Євробачення 1981 року. Пісня була «Titanic», яка згодом стала хітом Frederik. Кайя Коо також була бек-співачкою Kirka на пісенному конкурсі Євробачення 1984 року з піснею «Hengaillaan», а також у 1985 році як бек-співачка Sonja Lumme в пісні «Eläköön elämä».
Кайя Коо випустила свій перший сольний альбом, Kun savukkeet on loppuneet, у 1986 році. Альбом був спродюсований Рісто Асікайненом, а випущений з нього сингл «Kaikki vanhat filmit» став радіохітом. Приблизно під час виходу альбому батько Кайі помер, через що вона надовго залишилася осторонь співочої кар'єри.

### 1990-ті: п'ять студійних альбомів і величезний успіх
Після того, як Кайя Коо повернулася до музики, з’явився її проривний альбом Tuulten viemää, який вона записала разом зі своїм чоловіком Маркку Імпіе в 1993 році. Альбом залишався в офіційному чарті альбомів Фінляндії протягом 66 тижнів і став тричі платиновим. Tuulten viemää — сьомий альбом-бестселер Фінляндії за весь час, 175 000 копій у продажу. На гала-концерті Emma Кайя Коо отримала нагороду як виконавиця 1993 року, Tuulten viemää — як альбом року, а найбільший хіт альбому «Kuka keksi rakkauden» — як композиція року. Водночас Маркку Імпіе був обраний продюсером року.
Наступні альбоми Кайі Коо також були успішними: Tuulikello, випущений у 1995 році, став двічі платиновим, а Unihiekkamyrsky, випущений у 1997 році, став платиновим. На гала-концерті Emma 1998 року Кайя Коо знову була нагороджена як артистка року. «Operaatio jalokivimeri», опублікована в 1998 році, і «Tinakenkätyttö», опублікована в 1999 році, також отримали золото.

### 2000-ті: три студійні альбоми та альбоми-збірки
У 2000 році Кайя Коо випустила збірний альбом Tuuleen piirretyt vuodet 1980–2000, який став платиновим. Сьомий студійний альбом Кайі Коо, Mikään ei riitä, випущений у 2002 році, отримав золото. Наступний студійний альбом, Viiden minuutin hiljaisuus, вийшов у 2004 році.
У 2005 році Кайя Коо випустила різдвяний альбом під назвою Joulukirkossa, який містить її інтерпретацію одинадцяти відомих різдвяних колядок. У 2007 році вийшов другий збірний альбом Lauluja rakkaudesta. У тому ж році також був випущений дев'ятий студійний альбом H-Hetki, продюсером якого був Маркку Імпіе. У 2009 році Кайя Коо була номінована на отримання премії Iskelmä-Finlandia.

### 2010-ті: нові контракти на запис і три студійні альбоми
Навесні 2010 року Кайя Коо покинула свою тодішню звукозаписну компанію Bonnier Amigo Music Group і підписала новий контракт із гуртом Apulanta та компанією Päijät-Hämeen Sorto ja Riisto, заснованою Катією Стол. Тієї ж осені вийшов новий альбом «Irti» та сингл «Vapaa». "Vapaa" став успіхом у продажах, і він отримав платину. Сам альбом також став платиновим.
Контракт Кайі Коо з компанією Päijät-Häme Sorto ja Riisto закінчився у травні 2011 року після того, як був випущений лише один альбом. Восени Кайя Коо випустила нову платинову збірку Kaunis rietas onnellinen – Parhaat 1980–2011, яка включала дві нові пісні. Тієї ж осені вона брала участь у конкурсі Syksyn sävel.
Восени 2011 року Кайя Коо брала участь у програмі Kuorosota як керівник хору, який представляв Туусулу. Восени 2012 року Кайя Коо брала участь у серії Vain elämää, де сім фінських артистів виконували пісні один одного. У квітні 2014 року вийшов новий студійний альбом Кайі Коо Kuka sen opettaa. На гала-концерті Emma 2015 вона втретє отримала нагороду, як найкраща солістка.
У травні 2016 року Кайя Коо випустила новий сингл «Siniset tikkaat», який став першим синглом з альбому Sinun naisesi, який вийшов тієї ж осені. Перед релізом альбому Кайя Коо випустила сингл «Nää yöt ei anna armoo» в жовтні 2016 року, в якому гостем виступив Cheek. Восени 2017 року Кайя Коо була однією з артисток сьомого сезону телесеріалу «Vain elämää». Сезон мав тематику зірок, тобто артисти, які вже були в програмі, повернулися з новими піснями та історіями.
У червні 2018 року з’явився сингл «Paa mut cooleriin», у якому також бере участь Рейно Нордін. Наприкінці серпня Кайя Коо випустила сингл «Mun sydän». На початку грудня вийшла нова версія відомої пісні Кайі Коо «Tule lähemmäs beibi», випущеної в 1990-х, у якій також брали участь Єнні Вартіайнен, Весала і Санні. У квітні 2019 року Кайя Коо випустила сингл «Pelkkä voittoo».

### 2020-ті: нова музика і книга
У січні 2020 року Кайя Коо випустила сингл «Onnellinen loppu», а в серпні сингл «Hullut päivät». Вона також брала участь у благодійній організації «Uuden edessä», опублікованій у квітні 2020 року з піснею.
У лютому 2021 року вийшов сингл «Taipumaton», а в квітні того ж року вийшов її 14 студійний альбом Taipumaton. У вересні 2021 року вийшла друком біографічна книга Кайя Коо – Taipumaton, опублікована WSOY, написана Йоуні К. Кемппайненом. У жовтні 2021 року продажі книги побили рекорд за короткий час у 30 000 копій. Книга займає 17 місце в списку «ТОП 20 найпродаваніших книг Фінляндії 2021», з 47 700 проданих копій.
На Emma Gala 2022 Кайя Коо отримала нагороду в категорії Vuoden Iskelmä, а альбом Taipumaton отримав нагороду як Альбом року на Iskelmä Gala. Восени 2022 року Кайя Коо була у спільному турі з Паулою Весалою, Ellinoora та Єнні Вартіайнен.
У серпні 2023 року Кайя Коо виступила на Олімпійському стадіоні в Гельсінкі з близько 39 000 глядачами. Вона стала першою фінською сольною артисткою, яка виступила сама на Олімпійському стадіоні.

## Особисте життя
Кайя Коо страждала від соціофобії, коли була молодшою. Вона втратила батька в молодому віці, а з тих пір втратив і матір.
Кайя Коо розлучилася з Маркку Імпіе в 2006 році. Незважаючи на розрив, вони продовжували співпрацювати над музикою. У них є спільний син.
У вересні 2016 року Кайя Коо заявила, що буде на лікарняному до весни 2017 року, оскільки в листопаді 2016 року перенесла серйозну операцію на стегні.

## Дискографія

### Студійні альбоми
- Kun savukkeet on loppuneet (1986)
- Tuulten viemää (1993, потрійна платина)
- Tuulikello (1995, подвійна платина)
- Unihiekkamyrsky (1997, платина)
- Operaatio jalokivimeri (1998, золото)
- Tinakenkätyttö (1999, золото)
- Mikään ei riitä (2002, золото)
- Viiden minuutin hiljaisuus (2004)
- Joulukirkossa (2005)
- H-Hetki (2007)
- Irti (2010, золото)
- Kuka sen opettaa (2014, золото)
- Sinun naisesi (2016, золото)
- Taipumaton (2021)